# Agustoni
Agustoni är en ort i Argentina.   Den ligger i provinsen La Pampa, i den centrala delen av landet, 500 kilometer väster om huvudstaden Buenos Aires. Agustoni ligger 113 meter över havet och antalet invånare är 268.
Terrängen runt Agustoni är mycket platt. Runt Agustoni är det mycket glesbefolkat, med 4 invånare per kvadratkilometer..
Trakten runt Agustoni består till största delen av jordbruksmark.